# Falco fasciinucha
Il falco delle Taita (Falco fasciinucha Reichenow & Neumann, 1895) è un uccello falconiforme della famiglia dei Falconidi.
È uno dei più piccoli falchi di tutta l'Africa meridionale e venne descritto per la prima volta a partire da un esemplare proveniente dai monti Taita, in Kenya, da cui la specie prende il nome.

## Descrizione
Il falco delle Taita è lungo 25–30 cm, ha un'apertura alare di 45–60 cm e pesa 212-311 g. L'aspetto di questo piccolo falco è piuttosto caratteristico, ma può sempre generare un po' di confusione con altre specie. Il petto rossiccio, ad esempio, è proprio anche del lodolaio africano, ma le caratteristiche principali di questa specie sono la gola bianca e le ben visibili chiazze rossicce sulla nuca. Inoltre, le copritrici del sottoala sono rossicce, mentre quelle del lodolaio africano sono più striate. Nel sottoala, invece, le remiganti sono barrate di bianco e nero e non rossicce come nel lodolaio africano. Di costituzione robusta, ha ali lunghe e coda corta. Il suo volo è veloce e, sebbene possa apparire un po' pesante, è perfettamente adatto alla caccia in volo.

## Distribuzione e habitat
È diffuso attraverso tutta la porzione orientale dell'Africa subsahariana, ma è particolarmente numeroso in Kenya. Nidifica solamente in poche aree dello Zimbabwe (lungo il fiume Zambesi) e del Sudafrica nord-orientale. Malgrado la vastità del suo areale è piuttosto raro e minacciato. Anche nella stessa Africa meridionale i siti di nidificazione sono molto scarsi.

## Biologia
Il periodo del corteggiamento e della nidificazione è simile a quello del falco pellegrino, così come le vocalizzazioni che emette e gli habitat che predilige.